# Neuraminidaza

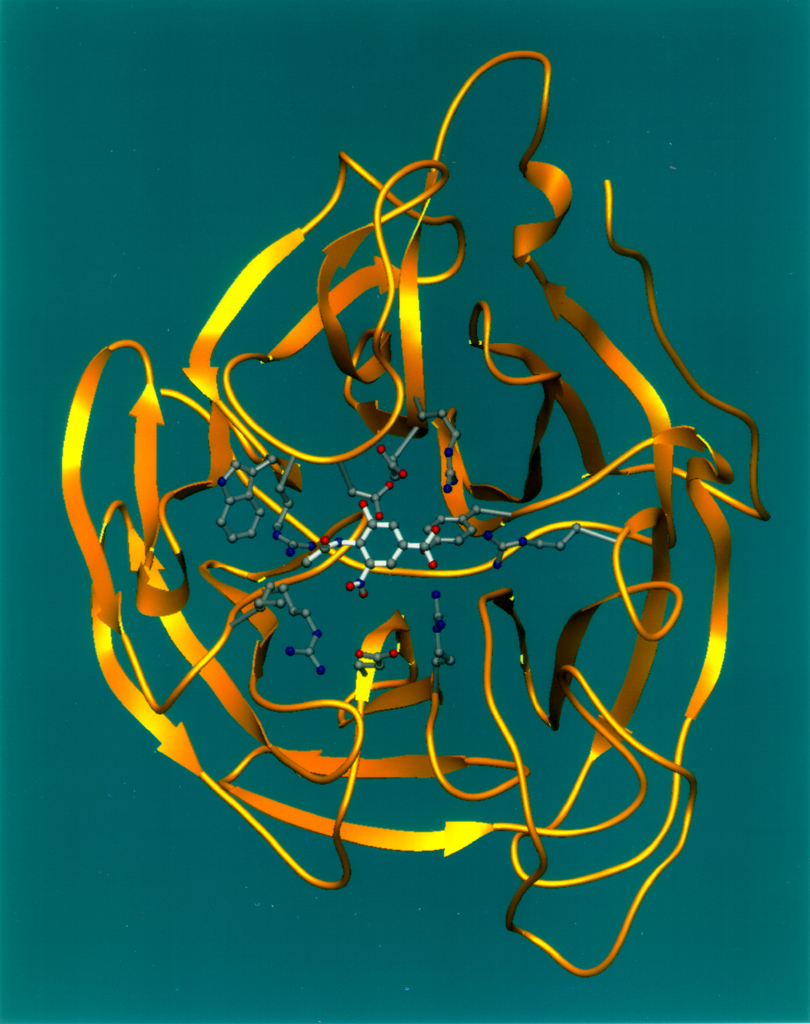
Neuraminidaza

Neuraminidaza (EC 3.2.1.18) – należący do glikoprotein enzym odpowiedzialny za rozkład kwasu sjalowego, występujący w wirusach grypy.
Enzym ten umożliwia wirusom opuszczanie komórek przez rozpad błony komórkowej zarażonej komórki. Pozwala on także na przyłączenie się wirusa do błony komórkowej, co ułatwia wnikanie do wnętrza komórki (neuraminidaza ma duże powinowactwo do kwasu sjalowego receptorów błonowych).